# Championnat d'Angleterre de football 1935-1936
Navigation
Édition précédente Édition suivante
La 44e édition du championnat d'Angleterre de football est remportée par Sunderland. C’est son sixième titre national. Sunderland met ainsi fin à une domination sans partage de trois ans par le club londonien d’Arsenal.
Derby County est deuxième. Huddersfield Town complète encore une fois le podium. 
Brentford, un nouveau club de Londres participe pour la première fois à la première division du championnat anglais.
Le système de promotion/relégation reste en place : descente et montée automatique, sans matchs de barrage pour les deux derniers de première division et les deux premiers de deuxième division. Aston Villa  et Blackburn Rovers descendent en deuxième division. C’était les deux dernières équipes fondatrices du championnat à n’être jamais descendu en deuxième division. Ils sont remplacés pour la saison 36/37 par Manchester United et Charlton Athletic.
Ginger Richardson, joueur de West Bromwich Albion, termine meilleur buteur du championnat avec 39 buts.

## Les clubs de l'édition 1935-1936
| Club                                  | Ville          |
| ------------------------------------- | -------------- |
| Arsenal Football Club                 | Londres        |
| Aston Villa Football Club             | Birmingham     |
| Birmingham City Football Club         | Birmingham     |
| Blackburn Rovers Football Club        | Blackburn      |
| Bolton Wanderers Football Club        | Bolton         |
| Brentford Football Club               | Londres        |
| Chelsea Football Club                 | Londres        |
| Derby County Football Club            | Derby          |
| Everton Football Club                 | Liverpool      |
| Huddersfield Town Football Club       | Huddersfield   |
| Grimsby Town Football Club            | Newcastle      |
| Leeds United Football Club            | Leeds          |
| Liverpool Football Club               | Liverpool      |
| Manchester City Football Club         | Manchester     |
| Middlesbrough Football Club           | Middlesbrough  |
| Portsmouth Football Club              | Portsmouth     |
| Preston North End Football Club       | Preston        |
| Sheffield Wednesday Football Club     | Sheffield      |
| Stoke City Football Club              | Stoke-on-Trent |
| Sunderland Association Football Club  | Sunderland     |
| West Bromwich Albion Football Club    | Birmingham     |
| Wolverhampton Wanderers Football Club | Wolverhampton  |

## Compétition

### Les moments forts de la saison
- Le 5 février 1936, lors du match Sunderland AFC-Chelsea, le gardien de but de Sunderland Jimmy Thorpe s'est effondré dans un coma dont il ne s'est jamais remis, attribué au traitement brutal qu'il a reçu sur le terrain. Sa mort conduit à la règle que les joueurs n'étaient plus en mesure de botter le ballon sur les bras du gardien.

### Classement
Le classement est établi sur le barème de points classique (victoire à 2 points, match nul à 1, défaite à 0).
| Rang | Équipe                  | Pts | J  | G  | N  | P  | Bp  | Bc  | Diff |
| ---- | ----------------------- | --- | -- | -- | -- | -- | --- | --- | ---- |
| 1    | Sunderland              | 56  | 42 | 25 | 6  | 11 | 109 | 74  | +35  |
| 2    | Derby County            | 48  | 42 | 18 | 12 | 12 | 61  | 52  | +9   |
| 3    | Huddersfield Town       | 48  | 42 | 18 | 12 | 12 | 59  | 56  | +3   |
| 4    | Stoke City              | 47  | 42 | 20 | 7  | 15 | 57  | 57  | 0    |
| 5    | Brentford               | 46  | 42 | 17 | 12 | 13 | 81  | 60  | +21  |
| 6    | Arsenal                 | 45  | 42 | 15 | 15 | 12 | 78  | 48  | +30  |
| 7    | Preston North End       | 44  | 42 | 18 | 6  | 16 | 67  | 64  | +3   |
| 8    | Chelsea                 | 43  | 42 | 15 | 13 | 14 | 65  | 72  | -7   |
| 9    | Manchester City         | 42  | 42 | 17 | 8  | 17 | 68  | 60  | +8   |
| 10   | Portsmouth              | 42  | 42 | 17 | 8  | 17 | 54  | 67  | -13  |
| 11   | Leeds United            | 41  | 42 | 15 | 11 | 16 | 66  | 64  | +2   |
| 12   | Birmingham City         | 41  | 42 | 15 | 11 | 16 | 61  | 63  | -2   |
| 13   | Bolton Wanderers        | 41  | 42 | 14 | 13 | 15 | 67  | 76  | -9   |
| 14   | Middlesbrough           | 40  | 42 | 15 | 10 | 17 | 84  | 70  | +14  |
| 15   | Wolverhampton Wanderers | 40  | 42 | 15 | 10 | 17 | 77  | 76  | +1   |
| 16   | Everton                 | 39  | 42 | 13 | 13 | 16 | 89  | 89  | 0    |
| 17   | Grimsby Town            | 39  | 42 | 17 | 5  | 20 | 65  | 73  | -8   |
| 18   | West Bromwich Albion    | 38  | 42 | 16 | 6  | 20 | 89  | 88  | +1   |
| 19   | Liverpool               | 38  | 42 | 13 | 12 | 17 | 60  | 64  | -4   |
| 20   | Sheffield Wednesday     | 38  | 42 | 13 | 12 | 17 | 63  | 77  | -14  |
| 21   | Aston Villa             | 35  | 42 | 13 | 9  | 20 | 81  | 110 | -29  |
| 22   | Blackburn Rovers        | 33  | 42 | 12 | 9  | 21 | 55  | 96  | -41  |

|  | Champion d'Angleterre |
|  | Relégation            |

## Bilan de la saison
| Tableau d'Honneur                    |                     |
| Compétition                          | Vainqueur           |
| Championnat d'Angleterre de football | Sunderland          |
| Coupe d'Angleterre de football       | Arsenal             |
| Charity Shield                       | Sheffield Wednesday |

| Promotions et relégations |                                     |
| Promus                    | Manchester United Charlton Athletic |
| Relégués                  | Blackburn Rovers Aston Villa        |

## Statistiques

### Meilleur buteur
- Ginger Richardson, West Bromwich Albion,   39 buts